# Hubert Dreyfus
Hubert Lederer Dreyfus (Terre Haute, 15 ottobre 1929 – Berkeley, 22 aprile 2017) è stato un filosofo statunitense.
Sicuramente il maggior esponente negli Stati Uniti nello studio della corrente fenomenologica-ermeneutica europea, fu anche uno dei più accesi oppositori delle pretese poste dal piano di sviluppo dell'intelligenza artificiale e della scienza cognitiva.
Nel pensiero di Dreyfus l'esperienza umana è acquisita attraverso conoscenze implicite e induttive e non può essere riprodotta da macchine e computer.

## Opere
- 1965. "Alchemy and Artificial Intelligence". Rand Paper.
- 1972. What Computers Can't Do: The Limits of Artificial Intelligence. ISBN 0-06-011082-1
- 1979. What Computers Can't Do: The Limits of Artificial Intelligence. (revised) ISBN 0-06-090613-8, ISBN 0-06-090624-3.
- 1983. (con Paul Rabinow) Michel Foucault: Beyond Structuralism and Hermeneutics. Chicago, Ill: The University of Chicago Press. ISBN 9780226163123
- 1986 (con Stuart Dreyfus). Mind Over Machine: The Power of Human Intuition and Expertise in the Era of the Computer. New York: Free Press.
- 1991. Being-in-the-World: A Commentary on Heidegger's Being and Time, Division I. Cambridge, MA: MIT Press. ISBN 0-262-54056-8
- 1992. What Computers Still Can't Do: A Critique of Artificial Reason. Cambridge, MA: MIT Press. ISBN 0-262-54067-3
- 2000. Heidegger, Authenticity, and Modernity: Essays in Honor of Hubert Dreyfus, Volume 1. Cambridge, MA: MIT Press. ISBN 0-262-73127-4.
- 2000. Heidegger, Coping, and Cognitive Science: Essays in Honor of Hubert L. Dreyfus, Volume 2, Cambridge, MA: MIT Press. ISBN 0-262-73128-2
- 2002. On the Internet Revised Second Edition. London and New York: Routledge. ISBN 978-0-415-77516-8
- 2011. (con Sean Dorrance Kelly)  All Things Shining: Reading the Western Classics to Find Meaning in a Secular Age.